# Paul von Rusdorf
Paul von Rusdorf je bil 29. mojster Tevtonskega viteškega reda, na položaju od leta 1422 do 1441, * okoli 1385, Roisdorf, Bornheim, † 9. januar 1441, Grad Malbork. 

## Življenje
Paul von Rusdorf je sprva opravljal funkcijo tožilca tevtonskega reda v Kętrzynu (takrat Rastenburg). Kasneje je bil poveljnik vojaške garnizije v Tucholi. Od leta 1416 je bil vrhovni poveljnik v Malborku. Veliki mojster tevtonskega reda je postal 10. marca 1422, potem ko je Michał Küchmeister odstopil. Med njegovo vladavino so se nadaljevale vojne s Poljsko (golubska vojna, poljsko-tevtonska vojna 1431-1435) in povečal vpliv dežel na ozemlju tevtonskega reda.

Leta 1430 so pruske dežele predlagale ustanovitev nacionalnega sveta za upravljanje države. Svet bi sestavljalo 6 tevtonskih dostojanstvenikov, 6 predstavnikov duhovščine, 6 vitezov in 6 mestnih predstavnikov. Paul von Rusdorf tega predloga ni sprejel in dve leti pozneje predlagal ustanovitev tajnega sveta - svetovalnega organa velikega mojstra. Predlog velikega mojstra so mesta zavrnila, vitezi pa so ga sprejeli.
Pod velikim mojstrom Paulom von Rusdorfom  so kongresi pruskih dežel potekali običajno v Elblągu ali Malborku, 26. februarja 1434 pa v Kętrzynu. Konvencij so se udeležili dostojanstveniki reda, 12 predstavnikov škofijske duhovščine, 50 predstavnikov viteškega stanu in 20 predstavnikov mest. V tevtonskem redu nastala nesoglasja. Februarja 1440 so mojstrovi nasprotniki  poskušali Paula von Rusdorfa odstraniti z oblasti. Pruske dežele, ki so formalno tvorile Prusko zvezo, so se zavzele za velikega mojstra. 
Zunanjepolitično mu je uspelo delno zavarovati državo tevtonskega  reda, ni pa mogel obnoviti povezanosti znotraj reda. Paul von Rusdorf je 2. januarja 1441 končno odstopil. Nekaj dni po odstopu je umrl v Malborku in bil tam tudi pokopan.